# Bo Blomquist
Bo Gösta Blomquist, född den 8 september 1924 i Grythyttans församling, Örebro län, död den 27 augusti 1995 i Uppsala, var en svensk jurist.
Blomquist var landskanslist 1945–1955. Han avlade juris kandidatexamen vid Uppsala universitet 1955 och genomförde tingstjänstgöring 1955–1958. Blomquist var länsnotarie 1958–1960, föredragande i regeringsrätten 1960–1964, länsassessor och förste länsassessor i Uppsala län 1964–1971, länsråd där 1971–1989 och landshövdingens ställföreträdare 1974–1989. Han var nämndeman i Svea hovrätt 1990–1994. Blomquist blev riddare av Nordstjärneorden 1973.